# Campeonato Nacional da I Divisão de Futsal de 2017–18
O Campeonato Nacional da I Divisão de Futsal de 2017–18, conhecida também como Liga Sport Zone por razões de patrocínio, foi a 28.ª edição do Campeonato Nacional da I Divisão de Futsal, principal escalão do campeonato português de futsal. A competição, organizada pela Federação Portuguesa de Futebol, foi disputada por 14 equipas, em duas fases.
O Sporting CP sagrou-se campeão nacional ao bater o SL Benfica por 3–2 nas finais do campeonato, conquistando assim o seu 15.º título na competição.

## Participantes
Benfica

 Sporting CP

 Belenenses 
| Equipa               | Cidade              | Pavilhão                                     | Capacidade |
| -------------------- | ------------------- | -------------------------------------------- | ---------- |
| Belenenses           | Lisboa              | Pavilhão Acácio Rosa                         | 1500       |
| Benfica              | Lisboa              | Pavilhão da Luz Nº 1                         | 2400       |
| SC Braga/AAUM        | Fundão              | Pavilhão Desportivo Universitário de Gualtar | 1740       |
| Burinhosa            | Pataias             | Pavilhão Gimnodesportivo da Burinhosa        | 300        |
| Desportivo das Aves  | Vila das Aves       | Pavilhão do Clube Desportivo das Aves        | 1000       |
| Fabril Barreiro      | Barreiro            | Pavilhão Vítor Domingos                      | 1500       |
| Fundão               | Fundão              | Pavilhão Municipal do Fundão                 | 1056       |
| Futsal Azeméis       | Oliveira de Azeméis | Pav. Mun. Oliveira de Azeméis                | 250        |
| Leões de Porto Salvo | Oeiras              | Pavilhão dos Leões de Porto Salvo            | 700        |
| Modicus              | Sandim              | Pavilhão Modicus                             | 700        |
| Pinheirense          | Gondomar            | Pavilhão Municipal de Valbom                 | 500        |
| Quinta dos Lombos    | Cascais             | Pavilhão Desportivo dos Lombos               | 650        |
| Sporting CP          | Lisboa              | Pavilhão João Rocha                          | 3000       |
| Rio Ave              | Vila do Conde       | Pavilhão Municipal de Desportos              | 800        |

## Fase Regular

### Resultados
| Casa / Fora[1]       | BEL | BEN0 | BRA | BUR | DAV | FAB0 | FUN | FAZ | LEO | MOD  | PIN0 | QUI | SPO | RAV |
| Belenenses           |     | 2–1  | 2–2 | 5–5 | 5–1 | 6–4  | 3–3 | 3–4 | 1–5 | 6–4  | 0–3  | 5–3 | 1–3 | 4–5 |
| Benfica              | 6–0 |      | 7–0 | 4–0 | 7–1 | 10–0 | 6–3 | 7–1 | 3–2 | 6–2  | 7–1  | 7–0 | 2–2 | 4–3 |
| Braga/AAUM           | 3–1 | 0–2  |     | 8–3 | 3–1 | 7–5  | 1–1 | 4–4 | 2–2 | 3–2  | 2–0  | 0–1 | 1–4 | 3–1 |
| Burinhosa            | 4–2 | 2–4  | 1–3 |     | 0–3 | 5–4  | 1–4 | 4–3 | 2–2 | 2–2  | 3–0  | 2–2 | 3–7 | 6–4 |
| Desportivo das Aves  | 2–3 | 0–9  | 2–3 | 1–6 |     | 2–5  | 1–3 | 2–3 | 2–0 | 1–7  | 4–5  | 2–5 | 1–5 | 2–2 |
| Fabril do Barreiro   | 4–3 | 3–14 | 4–9 | 2–3 | 6–5 |      | 6–5 | 3–4 | 6–3 | 6–8  | 7–2  | 6–6 | 1–7 | 3–5 |
| Fundão               | 1–2 | 1–3  | 0–2 | 1–1 | 6–2 | 5–3  |     | 1–1 | 1–4 | 3–4  | 5–1  | 3–2 | 1–3 | 5–4 |
| Futsal Azeméis       | 3–2 | 2–5  | 4–7 | 1–4 | 4–2 | 5–4  | 1–2 |     | 4–3 | 4–10 | 5–3  | 2–2 | 1–4 | 6–4 |
| Leões de Porto Salvo | 4–6 | 3–4  | 2–2 | 1–3 | 3–1 | 10–2 | 2–4 | 3–6 |     | 1–5  | 7–3  | 9–2 | 1–9 | 3–2 |
| Modicus              | 4–1 | 6–7  | 3–6 | 8–4 | 4–4 | 6–5  | 4–1 | 6–5 | 7–5 |      | 2–2  | 3–1 | 1–4 | 4–5 |
| Pinheirense          | 2–1 | 1–5  | 0–5 | 2–1 | 3–1 | 1–1  | 4–2 | 5–4 | 1–7 | 7–6  |      | 5–3 | 1–8 | 0–2 |
| Quinta dos Lombos    | 3–2 | 0–10 | 4–2 | 5–3 | 4–2 | 3–3  | 0–3 | 5–5 | 4–2 | 5–5  | 2–3  |     | 1–3 | 4–1 |
| Sporting CP          | 4–2 | 5–2  | 3–2 | 4–1 | 7–0 | 8–2  | 3–0 | 6–3 | 8–1 | 5–1  | 11–0 | 8–0 |     | 6–2 |
| Rio Ave              | 3–3 | 3–5  | 0–6 | 5–2 | 2–1 | 4–4  | 5–7 | 1–2 | 5–4 | 2–9  | 4–1  | 6–1 | 0–6 |     |

Fonte: FPF
1O time da casa (mandante) está listado na coluna da esquerda.
Cores:      Azul = time da casa vence;      Amarelo = empate;      Vermelho = time visitante vence.

## Playoffs
|  | Quartos de final | Quartos de final  | Quartos de final |             |   | Semifinais    | Semifinais | Semifinais |  |  | Final | Final | Final |  |
|  |                  |                   |                  |             |   |               |            |            |  |  |       |       |       |  |
|  | 6                | Futsal Azeméis    | 0                |             |   |               |            |            |  |  |       |       |       |  |
|  | 6                | Futsal Azeméis    | 0                |             |   |               |            |            |  |  |       |       |       |  |
|  | 3                | Braga             | 2                |             |   |               |            |            |  |  |       |       |       |  |
|  | 3                | Braga             | 2                |             | 3 | SC Braga/AAUM | 0          |            |  |  |       |       |       |  |
|  |                  |                   |                  |             | 3 | SC Braga/AAUM | 0          |            |  |  |       |       |       |  |
|  |                  |                   | 2                | SL Benfica  | 2 |               |            |            |  |  |       |       |       |  |
|  | 7                | Quinta dos Lombos | 2                | SL Benfica  | 2 | 0             |            |            |  |  |       |       |       |  |
|  | 7                | Quinta dos Lombos |                  |             |   |               |            |            |  |  |       |       |       |  |
|  | 2                | Benfica           | 2                |             |   |               |            |            |  |  |       |       |       |  |
|  | 2                | Benfica           | 2                |             | 2 | Benfica       | 2          |            |  |  |       |       |       |  |
|  |                  |                   |                  |             |   |               |            |            |  |  |       |       |       |  |
|  |                  |                   | 1                | Sporting CP | 3 |               |            |            |  |  |       |       |       |  |
|  | 5                | AD Fundão         | 1                | Sporting CP | 3 | 1             |            |            |  |  |       |       |       |  |
|  | 5                | AD Fundão         |                  |             |   |               |            |            |  |  |       |       |       |  |
|  | 4                | Modicus           | 2                |             |   |               |            |            |  |  |       |       |       |  |
|  | 4                | Modicus           | 2                |             | 4 | Modicus       | 0          |            |  |  |       |       |       |  |
|  |                  |                   |                  |             | 4 | Modicus       | 0          |            |  |  |       |       |       |  |
|  |                  |                   | 1                | Sporting CP | 2 |               |            |            |  |  |       |       |       |  |
|  | 8                | Burinhosa         | 1                | Sporting CP | 2 | 0             |            |            |  |  |       |       |       |  |
|  | 8                | Burinhosa         |                  |             |   |               |            |            |  |  |       |       |       |  |
|  | 1                | Sporting          | 2                |             |   |               |            |            |  |  |       |       |       |  |

### Quartos de final
| Equipa 1          | Série | Equipa 2 | 1.º jogo | 2.º jogo | 3.º jogo |
| ----------------- | ----- | -------- | -------- | -------- | -------- |
| Futsal Azeméis    | 0 – 2 | Braga    | 4 – 6 ap | 0 – 7    |          |
| Quinta dos Lombos | 0 – 2 | Benfica  | 2 – 4    | 1 – 6    |          |
| AD Fundão         | 1 – 2 | Modicus  | 4 – 2    | 1 – 3    | 2 – 4 ap |
| Burinhosa         | 0 – 2 | Sporting | 2 – 4    | 3 – 5 ap |          |

### Semifinais
| Equipa 1 | Série | Equipa 2 | 1.º jogo | 2.º jogo | 3.º jogo |
| -------- | ----- | -------- | -------- | -------- | -------- |
| Braga    | 0 – 2 | Benfica  | 2 – 3    | 1 – 2    |          |
| Modicus  | 0 – 2 | Sporting | 0 – 2    | 0 – 4    |          |

### Final
| Equipa 1 | Série | Equipa 2 | 1.º jogo | 2.º jogo | 3.º jogo | 4.º jogo            | 5.º jogo            |
| -------- | ----- | -------- | -------- | -------- | -------- | ------------------- | ------------------- |
| Sporting | 3 – 2 | Benfica  | 5 – 4    | 2 – 3    | 6 – 9 ap | 5 – 5 ap (2 – 0 gp) | 3 – 3 ap (2 – 0 gp) |

#### Partidas
| 16 de junho de 2018 | Sporting CP                                      | 5 – 4     | SL Benfica                                          | Pavilhão João Rocha, Lisboa       |
| 16:00 (UTC+1)       | Fortino 16', 22', 28' · Divanei 29' · Merlim 36' | Relatório | Fernandinho 2' · Raúl Campos 14', 31' · Robinho 39' | Público: 2 330 Árbitro: Raúl Maia |

| 20 de junho de 2018 | SL Benfica                                            | 3 – 2     | Sporting CP            | Pavilhão da Luz Nº 1, Lisboa |
| 19:30 (UTC+1)       | Robinho 3' · Bruno Coelho 28' (pen) · Raúl Campos 38' | Relatório | Fortino 5' · Merlim 7' | Árbitro: Miguel Castilho     |

| 24 de junho de 2018 | Sporting CP                                                                  | 6 – 9 (ap) | SL Benfica                                                                                            | Pavilhão João Rocha, Lisboa         |
| 19:45 (UTC+1)       | Pany Varela 5' · Merlim 18', 32' · Pedro Cary 24' · Diogo 29' · Cavinato 39' | Relatório  | Fernandinho 9', 49' · Bruno Coelho 16', 41', 48' · Raúl Campos 35', 36' · Bruno Pinto 38' · Henmi 39' | Público: 2 501 Árbitro: Tiago Silva |

| 27 de junho de 2018 | SL Benfica                                              | 5 – 5 (ap) | Sporting CP                                                    | Pavilhão da Luz Nº 1, Lisboa |
| 21:00 (UTC+1)       | Fernandinho 1', 27', 35' · Deives 18' · Raúl Campos 39' |            | Cardinal 2', 12' · Caio Japa 10' · Dieguinho 16' · Divanei 30' | Árbitro: Cristiano Santos    |

|                          |       | Penalidades       |  |
| Fernandinho Bruno Coelho | 0 – 2 | Diogo Pany Varela |  |

| 31 de junho de 2018 | Sporting CP                        | 3 – 3 (ap) | SL Benfica                             | Pavilhão João Rocha, Lisboa            |
| 16:30 (UTC+1)       | Pany Varela 30' · Fortino 37', 48' | Relatório  | Raúl Campos 22' · Fernandinho 29', 44' | Público: 2 718 Árbitro: Eduardo Coelho |

|               |       | Penalidades         |  |
| Fortino Diogo | 2 – 0 | Deives Bruno Coelho |  |

## Campeão
| Liga Sport Zone de 2017–18 |
| -------------------------- |
| Sporting CP 15.º Título    |